# Junta de Gobierno de Reconstrucción Nacional
La Junta de Gobierno de Reconstrucción Nacional fue el gobierno transitorio que presidió Nicaragua durante los años 1979 y 1985. Creada durante el inminente colapso de la dictadura de Anastasio Somoza Debayle, se estableció un gobierno de transición en León, siendo legalmente reconocida como el gobierno del país tras la renuncia y exilio de Francisco Urcuyo Maliaños hacia Guatemala.

## Historia

### Inicio de la Revolución sandinista
El 19 de julio de 1979 triunfa la Revolución Sandinista y pone fin a la dictadura de la familia Somoza, derrocando al tercero de los Somoza, Anastasio Somoza Debayle, se instaura la Junta de Gobierno de Reconstrucción Nacional formada por cinco miembros, tres del Frente Sandinista de Liberación Nacional y dos independientes:
- Daniel Ortega, miembro de la "Dirección Nacional Conjunta" del FSLN, que ejerció como coordinador.
- Moisés Hassan, del Frente Patriótico Nacional (FPN) como líder del Movimiento Pueblo Unido (MPU) y uno de los dirigentes del "Frente Interno" que tomó la mitad oriental de Managua y los departamentos de Carazo, Rivas y Granada durante la ofensiva final.
- Sergio Ramírez, intelectual socialdemócrata del Grupo de los Doce.
- Alfonso Robelo, empresario liberal y miembro del Movimiento Democrático Nicaragüense (MDN).
- Violeta Chamorro, viuda de Pedro Joaquín Chamorro Cardenal.

Un día antes, en la  mañana del 18 de julio, Sergio Ramírez, Alfonso Robelo y Violeta Chamorro, dejaron San José, Costa Rica, para dirigirse a León, proclamada Capital provisional de Nicaragua, donde se reunieron con Daniel Ortega. Moisés Hassan se encontraba en Masaya combatiendo a las fuerzas de la Guardia Nacional.
La Junta fue reconocida como el gobierno legítimo de la República de Nicaragua por la comunidad internacional. Abandonado por todos, Urcuyo Maliaños dejó Managua y partió al exilio en Guatemala. La función primordial del Gobierno de Reconstrucción Nacional en ese momento era restaurar la paz, la instauración de un sistema de gobierno democrático popular, y la reconstrucción nacional en los ámbitos político, social, y económico, mediante normas Jurídicas de Carácter nacional. La Junta de Gobierno de Reconstrucción Nacional FUE acompañada por un Consejo de Estado. El Consejo de Estado fue integrado por treinta y tres miembros entre las organizaciones políticas, socio-económicas y sindicales:
1. Frente Sandinista de Liberación Nacional (FSLN) con seis miembros.
2. Del Frente Patriótico Nacional. En este confluyen los Movimiento Pueblo Unido, al Partido Liberal Independiente, Agrupación de los Doce, Partido Popular Social Cristiano, Central de Trabajadores de Nicaragua (CTN), Frente Obrero, Sindicato de Radio periodistas para un total de doce miembros.
3. Del Frente Amplio Opositor (FAO): Integrado por el Partido Conservador Democrático, Partido Social Cristiano Nicaragüense, Movimiento Democrático Nicaragüense, Movimiento Liberal Constitucionalista, Partido Socialista Nicaragüense, Confederación General del Trabajo, Confederación de Unificación Sindical (CUS) constituido por siete miembros.
4. Del Consejo Superior de la Empresa Privada (COSEP): A los cuales pertenecen el Instituto Nicaragüense de Desarrollo (INDE), la Cámara de Industrias de Nicaragua (CADIN), la Confederación de Cámaras de Comercio de Nicaragua, la Cámara Nicaragüense de la Construcción, la Unión de Productores Agropecuarios de Nicaragua, la Confederación de Asociaciones Profesionales de Nicaragua (CONAPRO) asignándose seis miembros.
5. Universidad Nacional Autónoma de Nicaragua (UNAN): Un miembro.
6. Asociación Nacional del Clero: Un miembro.

Teniendo cada miembro un suplente.
En cuanto a Materia Electoral
En el periodo de transición mediante la Junta de Gobierno de Reconstrucción Nacional y los actores del consejo de estado en su momento decidieron realizar elecciones para una nueva Asamblea Nacional legislativa y las elecciones populares mediante el sufragio directo. En 1984 se realizan las primeras elecciones populares conforme a la Nueva Ley electoral. La Junta entrega el poder al nuevo Presidente elegido: Daniel Ortega. Y por Ley La Junta transitoria queda disuelta.
La influencia del Frente Sandinista de Liberación Nacional en el Consejo de Estado, la Junta Directiva y el Ejército (los principales funciones de la Junta) era evidente. En reemplazo de la derrotada Guardia Nacional, el Ejército Popular Sandinista ocupa esa posición, violando un previo acuerdo de hacerlo Multi-partidista.
A pesar de todo, se comprometieron a respetar la propiedad privada, los derechos humanos y a seguir una política de no alineación, independiente de la influencia tanto de Estados Unidos como de la Unión Soviética. Algunos funcionarios conservadores estadounidenses, contrarios a la ayuda inicial a la revolución anunciada por el Presidente Jimmy Carter, encontraron cada vez más preocupantes los vínculos del FSLN con Cuba y la Unión Soviética, así como la ideología marxista-leninista de muchos líderes sandinistas.
Se intentó crear un tipo de sistema que compaginara la iniciativa privada con las empresas públicas propias de una economía socialista. La mayor parte de las tierras y los negocios permanecieron en manos del sector privado, excepto los que pertenecían a la familia Somoza. Se lanzó una campaña de alfabetización nacional en 1980 y el analfabetismo se redujo desde el 50%, un logro que obtuvo el reconocimiento internacional.

## La Contrarrevolución
A finales de 1981, la oposición al gobierno Sandinista se trataba únicamente de pequeños grupos de antiguos miembros de la derrotada Guardia Nacional y grupos de ex revolucionarios con pensamientos e ideales distintos al que el FSLN quería manejar el poder, estos eran instalados en su mayoría en Honduras. Pero a partir de ese momento, estas fuerzas recibieron formación militar a cargo de oficiales argentinos y apoyo encubierto de Estados Unidos. Edén Pastora un ex revolucionario que desertó del gobierno, estableció su guerrilla en la frontera con Costa Rica, desde donde sufre el Atentado de La Penca.
Es curioso observar, que la mayor parte de la milicia de los Contras en los años 1983 hasta 1990 supuestamente no elevaba la edad de 16 años. Esto es contradictorio a las informaciones difundidas por el gobierno Sandinista en los años 1980, al decir que los Contras eran fuerzas de rebelión de la ex Guardias Nacional (ejército Somocista). Un punto curioso de analizar, ya que si la gran mayoría de militantes Contras no alcanzaba la edad de 16 años a 1983, no tenían la capacidad físicamente ni mentalmente para poder ser miembros de la guardia nacional antes de 1979, año en el que cumplían estos militantes Contras 11 años edad.[cita requerida]
La llegada de Ronald Reagan a la presidencia de los Estados Unidos cambió dramáticamente las tensas relaciones que tenían Washington y Managua. Conservador de línea dura, impuso un embargo comercial sobre Nicaragua y bloqueó los préstamos de muchas instituciones financieras internacionales. Se reorganizó al Ejército: se instituyó el servicio militar patriótico, se comenzó a desviar fondos destinados a programas sociales y se incrementó el presupuesto de defensa. Bajo el estado de excepción, se suspendieron libertades civiles y en ocasiones se encarceló a los opositores políticos. A partir de 1981, el gobierno de Reagan incrementó progresivamente su apoyo a la contra. Se enviaron más de 300 millones de dólares en ayuda y equipamiento, y los contrarrevolucionarios recibieron formación militar desde 1982 hasta 1990. En respuesta, tanto la Unión Soviética como Cuba procedieron a equipar y entrenar al Ejército Popular Sandinista (EPS).

## Navidad roja
El gobierno revolucionario decidió realizar, en diciembre de 1981, el traslado forzoso de 42 comunidades de indígenas misquitos desde la franja fronteriza del Río Coco con Honduras hacia el interior del país a unas nuevas comunidades conocidas como Tasba Pri (Tierra Libre) con el fin de evitar que brindaran apoyo logístico a los Contras, Esta operación fue conocida con el apelativo de Navidad roja. Los grupos opositores al gobierno sandinista como la Fuerza Democrática Nicaragüense, gran parte de la jerarquía eclesiástica católica y los EE. UU., así como las organizaciones indígenas MISURASATA y MISURA acusaron a los sandinistas de ocasionar decenas de muertos misquitos en el proceso,

## Elecciones
A pesar del conflicto, se celebraron elecciones en Nicaragua en noviembre de 1984. Gran parte de la oposición boicoteó los comicios alegando que los sandinistas habían manipulado el proceso. Estos obtuvieron una aplastante victoria en la votación para la presidencia y los representantes del Congreso. Daniel Ortega fue elegido presidente con el 67% de los votos, y el FSLN obtuvo la mayoría de los escaños en la Asamblea Nacional. Para muchas naciones, estas elecciones otorgaron legitimidad al gobierno sandinista, opinión no compartida por el gobierno de Ronald Reagan.